# Amara (cantante)
Amara, pseudonimo di Erika Mineo (Prato, 14 giugno 1984), è una cantautrice italiana.

## Biografia
Nel 2005 partecipa alla quinta edizione del programma Amici di Maria De Filippi, accedendo alla fase finale del programma.
Partecipa alle edizioni 2008 e 2009 del concorso SanremoLab, e 2010 e 2011 di Area Sanremo, classificandosi sempre tra gli otto vincitori della manifestazione.
Partecipa alla XV edizione del Premio Lunezia, tenutosi a Marina di Carrara nel luglio 2010, che vince nella categoria "Nuove Proposte" con il brano Mani. Il 1º settembre Mogol le conferisce una borsa di studio presso il CET - Centro Europeo di Toscolano, in seguito ai vari riconoscimenti ottenuti. 
Nel settembre 2012 viene scelta da MTV Italia New Generation come "artista della settimana".
Nel dicembre 2014 torna ad Area Sanremo dove vince per la quinta volta venendo scelta da Carlo Conti per partecipare alla 65ª edizione del Festival di Sanremo nella sezione "Nuove Proposte" con il brano Credo, scritto e composto da Amara stessa insieme al cugino Salvatore Mineo. Si classifica al quarto posto.
Dopo Sanremo compie un tour con concerti al Blue Note di Milano e all'Auditorium Parco della Musica di Roma.
Il 13 aprile 2015 la commissione musical-letteraria del Premio Lunezia annuncia di aver conferito ad Amara il "Premio Lunezia Pop d'Autore 2015" per l'album Donna Libera..
Nello stesso anno è coautrice del brano Per questo paese, inciso da Emma nell'album Adesso, pubblicato il 27 novembre 2015.
Nel 2016 scrive Hai una vita ancora per il duetto Ornella Vanoni & Ghost e tre brani per l'album Luce infinita di Loredana Errore: il primo singolo Nuovi giorni da vivere, Un nuovo sole e la title track Luce infinita.
Nel 2017 ritorna al Festival di Sanremo come ospite cantando nella serata finale il brano Pace in duetto con Paolo Vallesi. Durante la kermesse il brano Che sia benedetta, interpretato da Fiorella Mannoia, da lei scritto insieme a Salvatore Mineo, ottiene il secondo posto e vince il Premio al Miglior testo e i Premio Sala Stampa Radio-TV "Lucio Dalla".
Il 12 febbraio 2017 viene pubblicato un nuovo album, che prende il titolo dal brano presentato durante la finale del Festival di Sanremo. Pace si compone di 9 tracce: 8 inediti interamente scritti dall'autrice insieme a Salvatore Mineo e la cover di "C'è tempo" di Ivano Fossati, interpretata da Amara in duetto con Simona Molinari.
A luglio 2017 l'autrice presenta sul palco del Wind Summer Festival il suo nuovo singolo Grazie, estratto dall'album Pace, all'esibizione segue un tour in Italia.
Nel 2018 torna a scrivere insieme a Salvatore Mineo per Emma il brano Le cose che penso, inserito nell'album Essere qui. A gennaio 2019 affida a Fiorella Mannoia Il peso del coraggio, primo singolo estratto dall'album Personale. Nel mese successivo la Mannoia presenta la canzone durante il Festival di Sanremo. A fine 2019 esce Fortuna, il nuovo disco di Emma che contiene il brano Basti solo tu.
Si professa cattolica dopo essersi avvicinata per un periodo al buddismo.

## Vita privata
Dal 2019 è legata sentimentalmente al cantautore Simone Cristicchi, con il quale collabora anche artisticamente. Insieme hanno tenuto diversi concerti tra i quali quelli tenuti presso la fraternità di Romena nel 2019 e nel 2024.

## Discografia

### Album in studio
| Anno | Album        | Massima posizione |
| ---- | ------------ | ----------------- |
| 2015 | Donna libera | 20                |
| 2017 | Pace         | 27                |

### Singoli
| Anno | Singolo                    | Massima posizione |
| ---- | -------------------------- | ----------------- |
| 2015 | Credo                      | -                 |
| 2015 | Maledetta me               | -                 |
| 2017 | Pace (feat. Paolo Vallesi) | -                 |
| 2017 | Grazie                     | -                 |

### Autrice e compositrice per altri cantanti
| Anno | Titolo                                                                                       | Artista                | Pubblicazione                      |
| ---- | -------------------------------------------------------------------------------------------- | ---------------------- | ---------------------------------- |
| 2015 | Per questo paese (autrice con Emma, Giuseppe Anastasi e Cheope)                              | Emma                   | Adesso                             |
| 2016 | Nuovi giorni da vivere (autrice con Diego Calvetti, Emiliano Cecere, Marco Ciappelli e Pago) | Loredana Errore        | Luce infinita                      |
| 2016 | Un altro sole (autrice con Salvatore Mineo)                                                  | Loredana Errore        | Luce infinita                      |
| 2016 | Luce infinita (autrice con Salvatore Mineo)                                                  | Loredana Errore        | Luce infinita                      |
| 2016 | Hai una vita ancora (autrice con Salvatore Mineo e Lorenzo Vizzini)                          | Ghost & Ornella Vanoni | Il senso della vita                |
| 2017 | Che sia benedetta (autrice con Salvatore Mineo)                                              | Fiorella Mannoia       | Combattente - Sanremo Edition 2017 |
| 2017 | La verità (autrice con Salvatore Mineo)                                                      | Elodie                 | Tutta colpa mia                    |
| 2018 | Le cose che penso                                                                            | Emma                   | Essere qui                         |
| 2019 | Il peso del coraggio                                                                         | Fiorella Mannoia       | Personale                          |
| 2020 | La gente parla Padroni di niente                                                             | Fiorella Mannoia       | Padroni di niente                  |
| 2022 | Bentornato (autrice con Simone Cristicchi e Paolo Vallesi)                                   | Paolo Vallesi          | Io Noi                             |
| 2024 | Domani è primavera                                                                           | Fiorella Mannoia       |                                    |
| 2024 | Quando sarai piccola (autrice con Simone Cristicchi e Nicola Brunialti)                      | Simone Cristicchi      |                                    |

## Videografia
- 2015 – Credo, regia di Fabio Perrone
- 2015 – Maledetta me, regia di Stefano Bertelli per Seenfilm
- 2017 – Pace, regia di Stefano Bertelli